# Biblioteca Municipal Casa das Letras

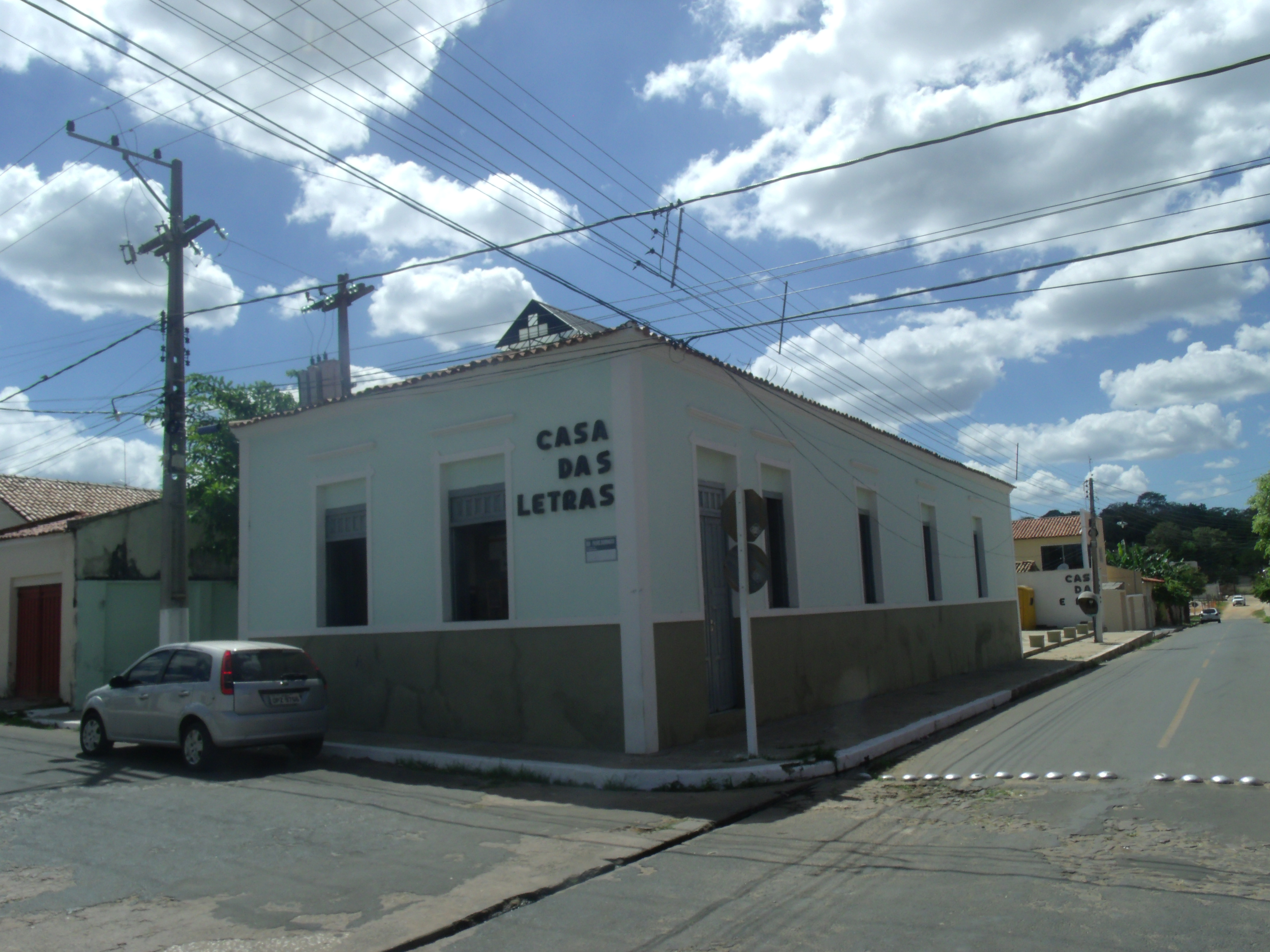
Vista lateral da Biblioteca Municipal de Piripiri (Foto: Moacir Ximenes).

A  Biblioteca Municipal Casa das Letras é uma biblioteca pública do município de Piripiri, no estado brasileiro do Piauí

## História
O município de Piripiri a criou, ainda em 1937, assim que o Instituto Nacional do Livro divulgou a política nacional de criação de bibliotecas públicas para todos os municípios brasileiros, política essa que as diretrizes orientavam que a criação de bibliotecas não só seria pela importância da cultura do livro, mas  também como uma instituição do turismo cultural de um município. Assim, tão logo do recebimento das emanações do INL a Câmara Municipal de Piripiri aprovou a criação da biblioteca pública e no dia 10 de novembro de 1937 o então prefeito municipal sanciona a lei municipal de criação da Biblioteca Popular Municipal de Pipiripi7.
Em 3 de julho de 1990 foi instalada no histórico prédio que fora da usina elétrica municipal com a denominação de Biblioteca Municipal Casa das Letras.